# Baile

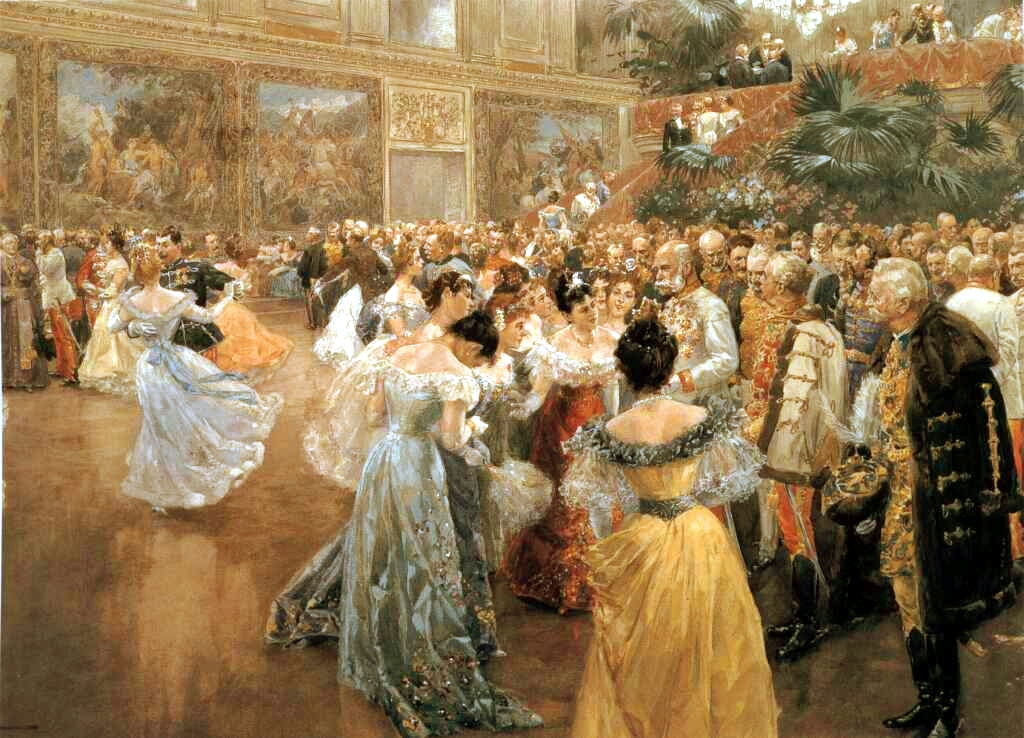
Aristocratas em baile de Francisco José I da Áustria, no Palácio Imperial de Hofburg. Pintura de Wilhelm Gause.

Um baile é uma reunião formal de pessoas para dançar. A palavra deriva do latim, ballare.
Na gíria pode significar alguém que superou de forma clara o seu adversário, seja numa actividade física, num desafio artístico, ou numa argumentação.